# Консерватории Неаполя
Консервато́рии Неа́поля — четыре учебных заведения Неаполя, существовавшие в XVI—XVIII веках и известные музыкальным образованием, которое они давали своим воспитанникам.

## История
На протяжении XVI века в Неаполе были основаны четыре консерватории. Первоначально они не были специализированными музыкальными учебными заведениями и представляли собой приюты при храмах, в которые набирались беспризорники и дети из бедных семей. Там их обучали различным ремёслам, в том числе — пению. Воспитанники консерваторий пели в церквях, при которых находились консерватории. Они также участвовали в религиозных процессиях, мистериях, ритуалах рукоположения священников и так далее. Самые юные воспитанники, одетые в костюмы ангелочков бодрствовали у гробов умерших детей. Всё это давало хороший прибыток для консерватории, а потому со временем они стали делать основной упор именно в музыкальном образовании, а не в обучении утилитарным ремёслам. Со временем воспитанников консерватории стали приглашать в качестве певчих на светские церемонии — карнавалы, театральные постановки, частные вечеринки. Дополнительные денежные поступления позволяли с одной стороны улучшать быт воспитанников, а с другой — приглашать высококлассных преподавателей, в том числе — иностранцев. Круг обучаемых музыкальных дисциплин расширился — в консерватории стали обучать игре на музыкальных инструментах, контрапункту, композиции. Помимо детей из бедных семей в консерватории стали принимать отпрысков состоятельных фамилий, которые обучались за деньги.
Обучение в консерватории обычно продолжалось 8—10 лет. После его окончания наиболее способные ученики могли оставаться в консерватории в качестве mastricelli — «подмастерий», которые занимались с учениками по наиболее простым дисциплинам, освобождая учителей (maestri) для занятий с наиболее способными. Собственно учителей музыки обычно было 2: капельмейстер (maestro di cappella), который преподавал композицию и связанные с ней дисциплины, и хормейстер (maestro di coro), который обучал пению. Другие учителя обучали игре на музыкальных инструментах. Помимо музыкального образования, воспитанники консерватории получали образование и по другим предметам: богословию, грамматике, риторике и философии, причём учителя этих дисциплин стояли в иерархии выше учителей-музыкантов.
Ещё одной особенностью неаполитанских консерваторий было большой количество обучавшихся в них кастратов. Возможность использования кастратов в церковных песнопениях была легализована Ватиканом в 1599 году, после чего мода на них распространилась по всей Италии и многим другим западным странам. Несмотря на то, что наибольшее их количество жило и работало в Папской области (42 %), а в Неаполитанском королевстве их было почти в два раза меньше (22 %), центром их обучения музыкальному искусству был как раз Неаполь — так в консерватории Сант-Онофрио-а-Капуана их число достигало 20 % ото всех учеников. Позднее мода на высокие и чистые, похожие на женские голоса кастратов (сопрано или контральто) проникла также в светский театр — её пик пришёлся на середину XVII века, а ко второй половине XVIII века она практически сошла на нет.
На протяжении около 200 лет четыре неаполитанские консерватории составляли основу музыкального образования в Италии. Однако к концу XVIII века ситуация в музыкальном мире значительно изменилась, а Неаполь понемногу потерял звание музыкальной столицы Европы. В 1744 году закрылась консерватория Повери-ди-Джезу-Кристо, в 1797 году — консерватория Санта-Мария-ди-Лорето, а к 1807 году две оставшиеся консерватории были объединены указом Жозефа Бонапарта.

## Список консерваторий
- Консерватория Санта-Мария-ди-Лорето — старейшая консерватория Неаполя, основана в 1535 году. Среди её воспитанников были Франческо Дуранте, Никола Порпора, Томмазо Траэтта, Иньяцио Фьорилло и Доменико Чимароза. В 1797 году вошла в состав консерватории Сант-Онофрио-а-Капуана[4].
- Консерватория Пьета-дей-Туркини. Основана в 1573 году, в 1807 году была объединена с консерваторией Сант-Онофрио-а-Капуана в в Королевскую коллегию музыки, которая в свою очередь была в 1826 году преобразована в действующую поныне консерваторию Сан-Пьетро-а-Майелла[5].
- Консерватория Повери-ди-Джезу-Кристо, давшая образование Алессандро Скарлатти и Джованни Баттиста Перголези. Основана в 1589, закрыта в 1744 году[6].
- Консерватория Сант-Онофрио-а-Капуана, из стен которой вышли Никколо Йоммелли, Джованни Паизиелло, Никколо Пиччини и Антонио Саккини. Основана в 1598 году, в 1807 году была объединена указом Жозефа Бонапарта с консерваторией Пьета-дей-Туркини[7].

Вплоть до 1865 года в консерваторию Санта-Мария-ди-Лорето (единственную на тот момент) принимали как мальчиков, так и девочек. Впоследствии консерватории превратились в чисто мужские учебные заведения, а для девочек были созданы специальные, среди которых выделялись:
- Консерватория Аннунцьята;
- Консерватория Маддалена;
- Консерватория Спирито-Санто;
- Консерватория Мадонна-дей-Сетте-Долори;
- Консерватория Санта-Мария-дель-Рифуджо;
- Консерватория Санта-Мария-делла-Кончецьоне-Спаньуола;
- Консерватория Санта-Мария-делла-Карита;
- Консерватория Санта-Мария-дель-Соккорсо.